# Плющев, Владимир Анатольевич
Владимир Анатольевич Плющев (род. 2 августа 1955, Москва) — российский хоккейный тренер, в начале 2000-х годов успешно работавший с молодёжными сборными России. В 2002—2003 годах — главный тренер национальной сборной России. Заслуженный тренер России.

## Биография
Воспитанник армейской хоккейной школы. Играл в молодёжной команде ЦСКА и свердловском СКА (1974—1976; 47 игр, 2 шайбы).
Подполковник КГБ СССР, работал в подразделении КГБ по борьбе с терроризмом. В 1997 году — юрисконсульт ФХР, затем работал тренером в казанском «Ак Барсе».
- Главный тренер юношеской сборной России (до 17 лет) — золото чемпионата мира среди команд до 17 лет 2000 года
- Главный тренер юниорской сборной России (до 18 лет) — золото чемпионата мира среди команд до 18 лет 2001 года
- Главный тренер молодёжной сборной России — золото молодёжного чемпионата мира 2002 года
- Главный тренер сборной России на чемпионате мира 2003 года — седьмое место
- Главный тренер молодёжной сборной России — шестое место на чемпионате мира 2010 года

В сезоне 2013/14 возглавлял казахский клуб «Казцинк-Торпедо», выступающий в ВХЛ. Покинул клуб 31 января 2014 года. Одной из причин являлась состояние здоровья Плющева.
В декабре 2013 года Владимир Плющев как главный тренер привёл сборную Казахстана к серебряным медалям на Универсиаде в Италии.
13 февраля 2015 года назначен главным арбитром КХЛ.
13 июля 2016 года покинул пост главного арбитра КХЛ.

## Семья
Дочь Татьяна (род. 1980) — фигуристка, сын Александр (род. 1986) — хоккеист, тренер.